# Adalgisa Gabbi
Adalgisa Gabbi (23. Mai 1857 in Parma – 16. Dezember 1933 in Mailand) war eine italienische Opernsängerin der Stimmlage Sopran, die in den 1880er und 1890er Jahren sowohl in Italien als auch im Ausland sehr erfolgreich war.

## Leben und Werk
Adalgisa Gabbi studierte Gesang am Konservatorium ihrer Heimatstadt bei Vincenzo Lombardi und Lodovico Spiga, dann ab 1873 in Mailand bei Felice Varesi. Sie debütierte 1875 in Lecco als Maria in Ruy Blas von Filippo Marchetti. Im Jahr darauf verkörperte sie in Cremona die Titelfigur in Verdis La traviata. Anschließend ging sie mit einer italienischen Truppe auf Tournee nach Osteuropa. Sie trat in Warschau, Lemberg und Krakau auf. In Lemberg hatte sie derartigen Erfolg, dass man sie gleich für zwei Jahre fest verpflichtete. Sie sang dort die Titelpartie in der polnischen Nationaloper Halka und in Verdis Aida sowie die Elisabeth im Verdi’schen Don Carlos. In den Jahren 1878 und 1879 war sie in Spanien auf Tournee, 1880 übernahm sie die Aida am Teatro Sociale von Trient und die Cecilia in Il Guarany an der Oper Nizza. Es folgten Gastspiele in Havanna auf Kuba, in London und mehrmals am Teatro Regio von Turin – 1884 als Marguerite de Valois in Meyerbeers Hugenotten, 1887 in der Titelpartie der Carmen und als Altona in Ponchiellis I Lituani. 1887 debütierte sie am Teatro San Carlo als Elisabeth im Don Carlos, 1889 war sie in derselben Rolle in Parma zu sehen und zu hören. Am 26. Dezember 1889 war sie an der Mailänder Scala an der italienischen Erstaufführung von Wagners Meistersingern von Nürnberg beteiligt. Sie verfügte über ein breitgefächertes Repertoire mit vielen Verdi-Rollen (Elvira in Ernani, Troubadour-Leonore, Amelia und Desdemona), einigen Wagner-Partien (Tannhäuser-Elisabeth und Isolde) und einer Reihe französischer Werke, darunter Meyerbeers Afrikanerin und Gounods Faust. Zu ihren Glanzrollen zählten vier: Erstens die Santuzza in Cavalleria rusticana, die sie 1890 in Turin und Palermo verkörperte, 1891 in Buenos Aires, Montevideo und Lissabon, 1892 in Genua. Zweitens die Titelpartie in Ponchiellis La Gioconda, die sie in Buenos Aires, Montevideo, Porto, St. Petersburg und Genua sang. Weiters zwei Verdi-Rollen, die Amelia im Maskenball (Ravenna, Genua, Bari, Viadana, Marseilles und Belém) und die Desdemona im Otello (Rom, Venedig, Brescia, Florenz und Neapel). 1884 gastierte sie am Teatro Municipal von Santiago de Chile, 1892 in Rio de Janeiro, 1894 in Belém, einer Stadt im Norden Brasiliens, und 1895 in Valparaíso. Im selben Jahr sang sie auch in einem großen Wagner-Konzert an der Scala und übernahm am Teatro Pagliano von Florenz die Isabella in Cristoforo Colombo von Alberto Franchetti. Am 10. März 1896 verkörperte sie in Rom die Caterina Bell, die weibliche Hauptrolle in der Uraufführung der Ruggero-Leoncavallo-Oper Chatterton.
Ihre Stimme wurde 1902 in Mailand auf Pathézylindern dokumentiert. Um 1902 beendete sie ihre Bühnenlaufbahn. Ihre letzten Auftritte führten sie an das Teatro Liceu von Barcelona und nach Messina, wo sie die Ricke in Franchettis Oper Germania sang. Auch ihre Schwester, Leonilde Gabbi, war eine bekannte Opernsängerin.